# Carolus
A Carolus a Malpighiales rendjébe és a malpighicserjefélék (Malpighiaceae) családjába tartozó nemzetség.

## Rendszerezés
A nemzetségbe az alábbi 6 faj tartozik:
- Carolus anderssonii (W.R.Anderson) W.R.Anderson
- Carolus chasei (W.R.Anderson) W.R.Anderson
- Carolus chlorocarpus (A.Juss.) W.R.Anderson
- Carolus dukei (Cuatrec. & Croat) W.R.Anderson
- Carolus renidens (A.Juss.) W.R.Anderson
- Carolus sinemariensis (Aubl.) W.R.Anderson